# ألف ليلة وليلة (تسوجي)
ألف ليلة وليلة تسوجي هي ترجمة فارسية لكتاب ألف ليلة وليلة ( فل ليلة و ليلة ) لعبد اللطيف تسوجي [الفارسية]
، والذي كتبها بأمر من بهمن ميرزا مع قصائد علي خان أصفهاني [الفارسية]
 خلال الفترة القاجارية. هذه هي الترجمة الفارسية الأكثر شهرة وانتشارًا لكتاب ألف ليلة وليلة. وقد طُبع هذا النص مرات عديدة، ومن بين الطبعات الأقرب إلى الأصل النسخة المنقحة التي كتبها علي أصغر حكمت، ونُشرت في خمسة مجلدات في طهران .